# Bibelwoche
Die Bibelwoche ist ein 1934 von der Deutschen Evangelischen Kirche zur Bibelarbeit in den Gemeinden ins Leben gerufenes, einmal im Jahr veranstaltetes siebentägiges Projekt.

## Geschichte
Die Wurzeln der Bibelwoche liegen vor allem in der Reformation und der Bibelübersetzung durch Martin Luther sowie im Buchdruck von Johannes Gutenberg; durch den Pietismus des 17. und 18. Jahrhunderts mit seinem Ziel der persönlichen Frömmigkeit wurde die Bibel später für die Gläubigen sehr bedeutsam. Als Vorläufer der Bibelwoche kann die Bibelbewegung Anfang des 19. Jahrhunderts gelten, die mit eigenen Bibelstunden ihre Wurzeln in der Erweckungsbewegung hatte.
1934 wurde der aus Baden stammende Dekan Friedrich Hauß zum Leiter des neugegründeten volksmissionarischen Amtes der Landeskirche bestellt, wo er die „Wochen der Volksmission“ begründete. Im Januar 1935 wurde auf einem Seminar für badische Pfarrer die Bibelwoche eingeführt; dies geschah aufgrund der Auseinandersetzung mit dem nationalsozialistischen Regime. Im Frühjahr desselben Jahres wurde die Bibelwoche dann in Wertheim deutschlandweit eingeführt.
Die Bibelwoche ist sowohl eine Frucht der Volksmission als auch des Kirchenkampfes. Als Begründer der Bibelwoche gelten Helmut Kern, Friedrich Haus, Heinrich Rendtorff und dreißig andere Pfarrer in Süddeutschland. Rendtorff gab der Bibelwochenarbeit das theologische Konzept.
Heinrich Rendtorff sah die Notwendigkeit zur Volksmission vor allem in der Situation nach dem Ersten Weltkrieg. Der Vollzug der Volksmission ereignete sich in der Volksmissionswoche, in der die Botschaft 8–10 Tage fundamental ausgerichtet wurde. Ziel der Volksmission war, den einzelnen in die Entscheidung zu rufen und in die Gemeinde zu stellen. Der einzelne sollte Christus als seinen Herrn annehmen. Die Neugewonnenen müssten eine geistliche Heimat in der Gemeinde finden. Nach der Volksmissionswoche sollte ein Bibelkurs mit dem Ziel gehalten werden, den selbständigen Umgang mit der Bibel zu lernen. Diese Volksmissionswochen wurden in der NS-Zeit verboten.
Entscheidend für den Beginn der Bibelwochenarbeit war die „Erklärung zur praktischen Arbeit der Bekenntnissynode der Deutschen evangelischen Kirche“ von Pfarrer Georg Schulz, die im Rahmen der Bekenntnissynode von Barmen verfasst wurde. Die Anliegen dieser Erklärung waren die geistliche Erneuerung des Pfarrerstandes, Aufbau der Bekenntnisgemeinden und Sendung der Bekenntnisgemeinden. Zu den innergemeindlichen Aufgaben gehörten: Evangelisation, Schriftendienst, Bibelwoche zur Vertiefung und der Dienst an den Entfremdeten.
Die erste Bibelwoche fand in Baden statt. In ihrem Mittelpunkt stand die Bergpredigt. 1937 wird von Karl Friedrich Zahn als Gründungsdatum betrachtet. In diesem Jahr fand in Bad Harzburg eine Tagung der deutschen Volksmissionare statt. Bedacht wurden die Sendschreiben der Offenbarung des Johannes. Durch das NS-Regime kam die Arbeit zum Erliegen.
In den folgenden Jahren wurden folgende biblische Schriften die Grundlage der Bibelwoche:
1938: 1. Brief des Petrus
1939: Basileia tou theou (Evangelium nach Markus),
1940: Credo in spiritum sanctum (Apostelgeschichte). Von 1941 bis 1945 erschienen keine gedruckten Handreichungen mehr. Ab 1946 erschien mit der Post ein Faltblatt zu den Sendschreiben der Offenbarung des Johannes, das abgeschrieben und weitergesandt wurde.
Die Vorbereitung der Bibelwoche erfolgte bis zum Mauerbau 1961 auf Schwanenwerder, einer Westberliner Havelinsel. Nach dem Mauerbau wurde die Bibelwoche im Missionshaus in Ostberlin vorbereitet.
Das biblische Buch für die Bibelwoche wird vier Jahre vorher durch den Bruderrat der AMD ausgewählt. Die zentrale Veranstaltung ist die Vorbereitungskonferenz. Die Teilnehmer dieser Konferenz sind die Bibelwochenbeauftragten der Landeskirchen. Dabei sind alle deutschsprachigen Kirchen und auch andere Konfessionen vertreten. Danach finden Arbeitsgespräche statt, bei denen die Lieder, Psalmen und Überschriften bestimmt werden. Außerdem wird über die Weiterarbeit am Mitarbeiterheft beraten. Dann folgen die Redaktion, der Druck und Vertrieb des Materials.
Erste Kontakte zwischen der Bibelwochenarbeit und der Ökumene gab es 1954 während der Vollversammlung des Ökumenischen Rates der Kirchen in Evanston. Die ökumenische Bewegung betont die Arbeit mit der Bibel.
1961 wurde im Vorbereitungsmaterial auf die Bibelarbeiten der Weltkirchenkonferenz von Neu-Delhi hingewiesen. Die Bibelwoche wurde in England und Schottland übernommen. Vertreter aus England kritisierten die Bibelwoche im deutschsprachigen Raum als klerikal monopolisiert.
Ab 1962/63 arbeiteten Vertreter der Ostblockländer bei der Bibelwochenvorbereitungskonferenz mit. Ab 1964/65 kamen Vertreter der Freikirchen dazu, und seit 1971/72 arbeiteten auch Vertreter der katholischen Kirche mit.
Auf der Seite der Ökumenischen Bewegung verstand man die Bibel durch das Bekanntwerden der Bibelwoche als die Grundlage der Einheit in der Pluralität. Die Arbeit mit der Bibel hatte zentrale Bedeutung bei den Weltkirchenkonferenzen in Uppsala 1968 und Nairobi 1975 u. a.
1964 wurde die Ökumenische Bibelwoche durch das Zweite Vatikanische Konzil sowie Katholikentage begründet. Die Bibelwoche wird verantwortet von der Arbeitsgemeinschaft Missionarische Dienste, welche auch die jährliche Bibelwochenkonferenz mit evangelischen und katholischen Theologen aus ganz Europa abhält. Hierbei wird unter anderem auch die Textreihe für die Bibelwoche festgelegt.
Unter der Federführung von Wolf-Dietrich Talkenberger kam in der Neugestaltung des Vorbereitungsheftes der AMD eine veränderte Zielstellung zum Ausdruck (Exegese, Hilfen für Vortrag und Dialog, Materialsammlung): Alle Teilnehmer des Bibelwochenabends sollen aktiv am Gespräch beteiligt sein. Die geistlich existentielle Dimension bleibt dabei erhalten.

## Aufbau
Für die Bibelwoche werden sieben Texte eines biblischen Buches ausgewählt. Hierbei wird jährlich zwischen dem Alten und dem Neuen Testament abgewechselt. Waren früher die Bibelwochenabende noch durch Vorträge geprägt, so sind mittlerweile auch Theateraufführungen durch Theatergruppen oder Konfirmanden üblich. Ebenso findet mittlerweile eine filmische und musikalische Aufarbeitung der Themen statt.

## Ziele
Die Bibelwoche soll die Neugier auf die Bibel fördern und Grundwissen über ihre Texte vermitteln bzw. deren Verständnis ermöglichen.
In der Zielstellung geht es Rendtorff bei der Bibelwoche um eine unmittelbare Begegnung mit Christus durch das Zeugnis der Heiligen Schrift, ein vertieftes Schriftverständnis und um einen selbständigen Umgang mit der Bibel.
In der methodischen Aufbereitung durchlief das Bibelwochenvorbereitungsmaterial verschiedene Phasen. Sie waren bestimmt vom pädagogischen Denken des jeweiligen Zeitabschnittes. In den 1950er Jahren enthielt das Vorbereitungsmaterial keine methodischen Überlegungen. In den 1960er Jahren bemühten sich die Verantwortlichen, entsprechende Zeitfragen mit aufzunehmen und eine Beziehung zwischen dem Test und der Situation herzustellen.
Der Bibelwoche ist ein geistliches Lernen eigen. Es besteht darin, dass der Mensch durch ein methodisches Arrangement mit der Bibel ins Gespräch kommt, wozu immer seine Situation thematisiert werden muss. Die Bibel und die Situation kommen auf diese Weise in Beziehung und wirken aufeinander ein. Beabsichtigt ist die unmittelbare Beziehung zwischen Mensch/Gemeinde und Christus, der durch eine situationsgemäße biblisch begründete Verkündigung bezeugt wird.
Dieses geistliche Lernen kann charakterisiert werden als:
- innergemeindlich,
- ein Lernen, das bestimmte äußere Aktivitäten erfordert, das von einer entsprechenden inneren Haltung gekennzeichnet sein muss,
- situations- und bibelorientiert,
- eine Begegnung mit Christus beabsichtigend.